# Sarotlatal

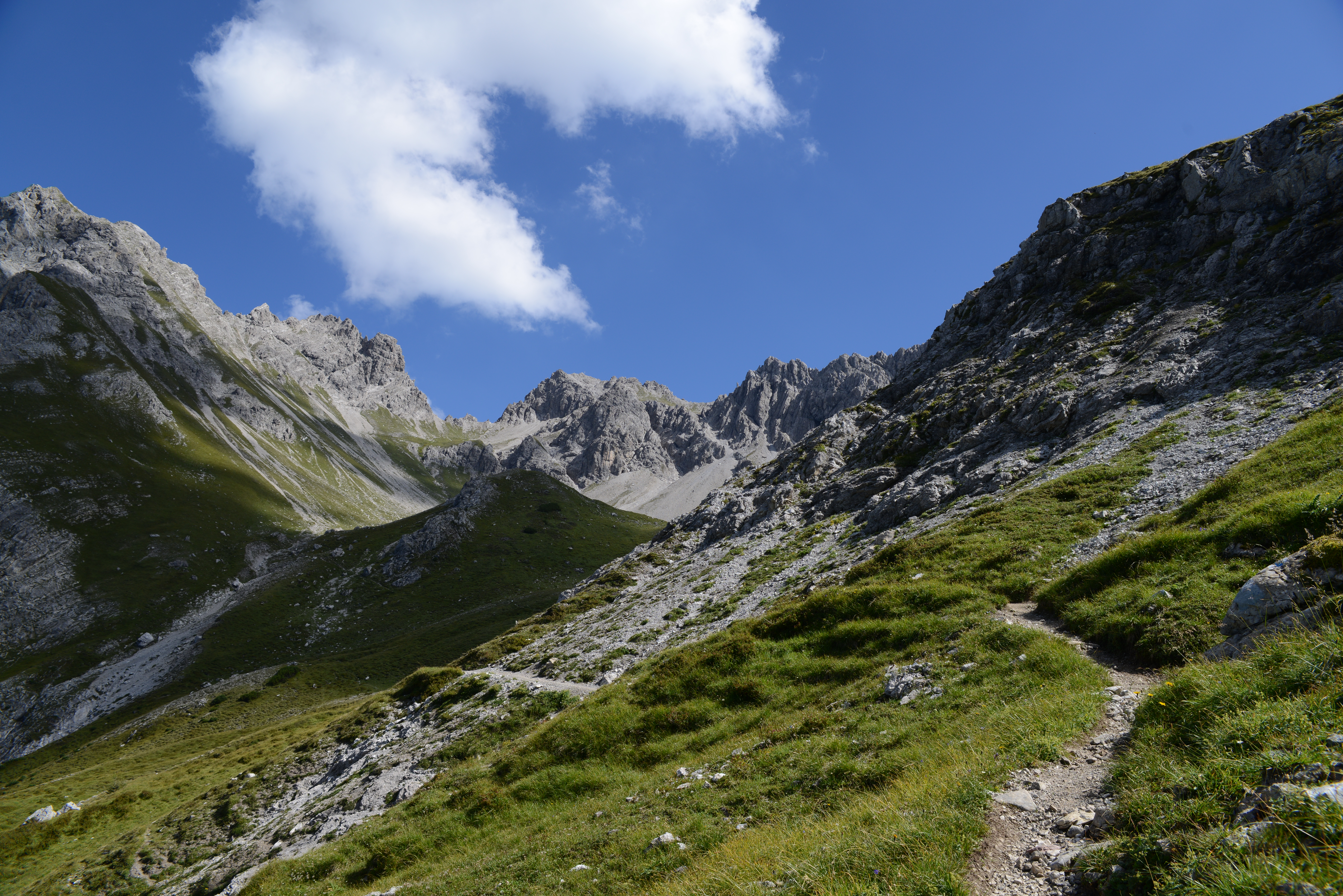
Links Gottvaterspitze rechts Großer Valkastiel, auf dem tiefsten Punkt des Gebirgzuges liegt das Joch zum Eisernen Törle, Foto:Böhringer

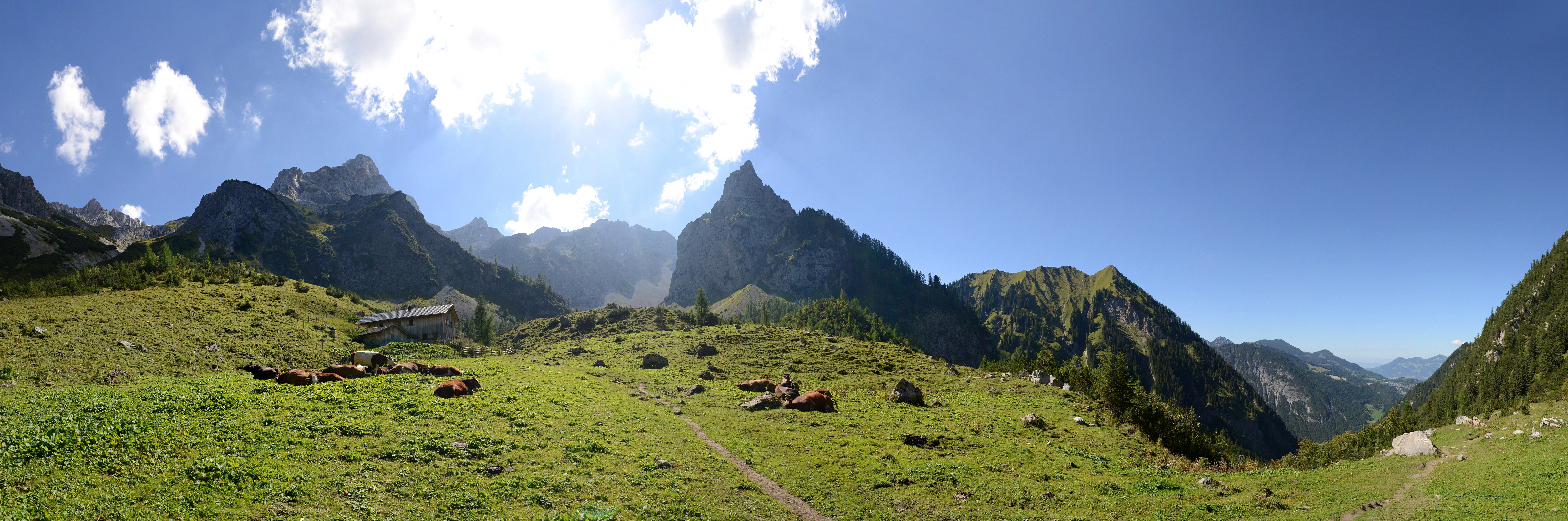
Die Sarotlahütte ist eine alpine Schutzhütte des ÖAV im Rätikon in Vorarlberg. Sie liegt auf 1611 m ü. A. am Ende des Sarotlatals, eines orografisch linken Seitentals des Brandner Tals, nördlich der Zimba. Foto:Böhringer

Das Sarotlatal ist ein unbewohntes rechtes Seitental des Brandnertals in Vorarlberg, Österreich. Sein Gewässer ist der 4 km lange Sarotlabach.

## Lage, Umgrenzung und Größe
Politisch liegt das Tal in der Walgauer Gemeinde Bürs, Bezirk Bludenz, Bundesland Vorarlberg, Österreich.
Regional liegt es im Brandnertal. Von der Gebirgsgliederung her gehört es zur Zimbagruppe, einer Untergruppe des Rätikons. Der Talausgang liegt im Norden im Brandnertal beim Klostermaisäß, zwischen Bürserberg und Brand, wo der Sarotlabach in die Alvier mündet. 
Umgrenzt wird das Tal von Norden her im Uhrzeigersinn entlang der Linie Valbonakopf - Kännerberg - Zwölferkopf - Zwölferjoch - Schafgufel - Dreispitz - Gottvaterspitze - Eisernes Törle - Großer Valkastiel - Steintälikopf - Kamm der Vandanser Steinwand - Zimba - Zimbajoch - Brandner Mittagspitze - Wildberg - Sarotlahörner - Sarotla Rothorn - Wasenspitze.
Von der Zimba bis zu Mündung des Sarotlabachs sind es knapp über 4 km Luftlinie. Der hinterste Talabschnitt ist knapp 3,5 km breit, der mittlere Bereich zwischen den Sarotlahörnern und dem Schafgufel ist 2,5 km breit. Die Fläche im Sinne des Einzugsgebietes des Sarotlabachs beträgt rund 8 km2.

## Beschreibung
Vom Talanfang beim Kloster Maisäß verläuft das Tal bis zur Sarotla Hütte auf 1611 m Höhe, die sich in einem Talkessel befindet. Die Zimba ist mit 2643 m Höhe der höchste Punkt des Tales. Aufgrund des großen Höhenunterschieds, haben der innere und äußere Talbereich unterschiedliche Eigenschaften. Die Hänge im äußeren Talbereich sind stark bewaldet, die Kare im Talschluss haben hochalpinen Charakter. Der scharfe Gebirgsgrat der Vandanser Steinmauer trennt die Region Brandnertal vom Montafon.
Das Kloster Maisäß und der Stachelhof am Talanfang auf dem Schwemmkegel des Sarotlabachs sind durch Straßen erschlossen. Ins Tal hinein führt nur ein Wanderweg. Die Sarotlahütte mit ihren blumenreichen Alpweiden liegt im hinteren Bereich. Von dort führen alpine Steige auf die umliegenden Gipfel.

## Geologie
Das Sarotlatal liegt vollständig im Bereich der Lechtaldecke in den Nördlichen Kalkalpen. Von Südost nach Nordwest findet man eine Abfolge von verschiedensten Gesteinen, unter anderem die Lech-Formation, die Ruhpolding-Formation, die Kössen-Formation mit Schattwalder Schichten, der Hauptdolomit, der Oberrhätkalk und die Allgäu- und Ammergau-Formation. Bei der Sarotla Hütte und am Talausgang zum Brandnertal sind größere Flächen von Moränenmaterial der letzten Eiszeit überschoben worden. Ebenfalls erwähnenswert sind die großen Hang- und Bachschuttablagerungen in den beiden Talschlüssen des Steintälis und des Eisentälis oberhalb der Sarotla Hütte und des äußeren Sarotlatals.

## Großraumbiotop Sarotlatal
Das gesamte Tal ist als Großraumbiotop mit rund 844 ha Fläche ausgewiesen. Mehrere Faktoren machen das Gebiet schutzwürdig: 
- die weite Höhenerstreckung des Tales von 860 m bis 2643 m
- die geologische Vielfalt und Komplexität
- die kleinräumige Gliederung der Landschaft vom Tal bis zur Gipfelregion
- ein breites Spektrum an Lebensräumen und Lebensgemeinschaften
- eine in sich abgeschlossene Einheit von weitgehender Ursprünglichkeit
- eine Fülle an natürlichen und ursprünglichen Biotopen und Biotopkomplexen

Die Wälder des Sarotlatales entsprechen in ihrer Artenzusammensetzung weitgehend natürlichen Waldtypen, auch wenn sie teils forstlich genutzt werden. Die schlechte Zugänglichkeit und der Schutzwaldcharakter sind Grund für eine nicht allzu intensive forstwirtschaftliche Nutzung. Besonders die Fichtenwälder der orographisch linken Seite sind in ihrer Altersstruktur sehr naturnah. 
Die Ursprünglichkeit ermöglicht eine naturnahe Pflanzen- und Tierwelt. Im Tal leben Rehe, Rothirsche, Gemse, Murmeltiere, Füchse, Steinmarder, Wiesel, Hermeline, Dachse, Uhus, Sperlingskäuze, Waldkäuze, Mäusebussarde, Habichte, Sperber, Steinadler, Birkhühner, Schneehühner, Mauerläufer, Weidenmeisen, Haubenmeisen, Sumpfmeisen, Kohlmeisen, Hausrotschwänze, Gebirgsstelzen, Wasserpieper, Misteldrossel, Zitronengirlitze, Zeisige, Birkenzeisige, Zaunkönige, Heckenbraunellen, Mönchsgrasmücken, Kleiber, Gimpel, Tannenhäher, Dreizehenspechte, Schwarzspechte, Buntspechte, Grünspechte und viele mehr.

## Weißzone Sarotlatal
Das Sarotlatal ist eines der wenigen Täler, in denen es weder einen Güterweg, noch einen Forstweg gibt. Die Weißzone Sarotlatal umfasst das Sarotlatal ohne den Talausgang beim Klostermaisäß plus das Valbonatobel mit der Nonnenalpe und hat rund 910 ha Fläche, die Höhenlage beträgt 796 bis 2643 m. Das Sarotlatal wird von drei Seiten von anderen Weißzonen umgeben. Dies sind Gavalina-Valkastiel im Osten, Vandanser Steinwand im Südosten und Brandner Mittagspitze im Westen. Auf der Sarotla Alpe weiden im Sommer vor allem Schafe, aber auch Rinder. Die landwirtschaftliche Nutzung wird aber immer geringer, da es ohne Zufahrtsstraße sehr mühsam ist.